# (73073) Jannaleuty
(73073) Jannaleuty es un asteroide perteneciente al cinturón de asteroides, descubierto el 4 de abril de 2002 por Loren C. Ball desde el Emerald Lane Observatory en Decatur, Alabama.

## Designación y nombre
Designado provisionalmente como 2002 GA1.  Fue llamado así por Janna Leuty (n. 1976) quien es licenciada en inglés y sociología. Es la esposa del astrónomo Guy Wells y madre de sus tres hijos.

## Características orbitales
Jannaleuty está situado a una distancia media del Sol de 2,377 ua, pudiendo alejarse hasta 2,744 ua y acercarse hasta 2,010 ua. Su excentricidad es 0,154 y la inclinación orbital 7,296 grados. Emplea 1338,31 días en completar una órbita alrededor del Sol.

## Características físicas
La magnitud absoluta de Jannaleuty es 15,98. Tiene 2,021 km de diámetro y su albedo se estima en 0,249.